# Майни, Джованни Баттиста
Джованни Баттиста Майни (итал. Giovanni Battista Maini; 6 февраля 1690, Кассано-Маньяго, Ломбардия — 29 июля 1752, Рим) — итальянский скульптор периода позднего барокко, работал главным образом в Риме.
Джованни Баттиста происходил из Ломбардии на севере Италии, области, которая издавна славилась умелыми строителями и каменотёсами. Учился во Флоренции вместе с Филиппо делла Валле у Джованни Баттиста Фоджини. В 1708 году переехал в Рим и присоединился к большой скульптурной мастерской Камилло Рускони, где проработал более двадцати лет. Среди его первых заказов было создание рельефа «Прославление Святого Франциска» для иезуитской церкви Мадрида; однако лепной рельеф так и не был переведён в мрамор.
Майни участвовал в скульптурном оформлении купола церкви Санти-Лука-и-Мартина. Он работал в церкви Сант-Аньезе-ин-Агоне, где выполнил надгробие праха папы Иннокентия X, вероятно, по проекту Рускони (1730).
В 1728 году Майни стал членом Академии Святого Луки, тогда же был назван «главным скульптором Рима».
Для базилики Святого Петра Майни создал большие мраморные статуи святого Франциска из Паолы (1732, по рисунку Пьетро Бьянки) и святого Филиппа Нери (ок. 1735). Это была часть серии скульптур основателей католических орденов. Он завершил статуи архангелов Михаила и Гавриила (ок. 1737) для базилики Мафра по заказу короля Португалии.
В период с 1732 по 1735 год Майни участвовал в выполнении заказов папы Климента XII для его семейной капеллы в базилике Сан-Джованни-ин-Латерано. Бронзовая статуя благословляющего папы Климента XII работы Майни вдохновлена статуей Урбана VIII работы Бернини в соборе Святого Петра и заменила более раннюю статую Карло Мональди. Он также изваял фигуры для памятника племянника папы, кардинала Нери Корсини (1733—1734). Начиная с 1734 года Майни участвовал в проектировании Фонтана Треви, но не смог получить от главного архитектора Николы Сальви заказ на создание статуи Нептуна (Океана), который был передан Пьетро Браччи. Существующие скульптуры Браччи очень сходны с эскизами Майни. Он также отправил несколько рельефов в Сиену для капеллы Киджи в Сиенском соборе.
В 1744 году Джованни Баттиста Майни снова работал для короля Португалии Иоанна V, одного из крупных меценатов XVIII века. Он создал для короля композицию «Непорочного Зачатия» (Immacolata Concezione), отлитую из серебра Джузеппе Гальярди. Это огромное позолоченное серебряное изображение получило благословение папы Бенедикта XIV в 1749 году, и отправлено в Лиссабон, где предназначалось для Патриаршей капеллы дворца Рибейра. В течение нескольких дней об этом произведении говорили в Риме, но всего через несколько лет скульптура погибла при Лиссабонском землетрясении 1755 года.
В 1746—1747 был председателем (principe) Академии Святого Луки в Риме. В 1748 году в Сиену был отправлен его рельеф «Смерть Девы Марии»: это один из трёх мраморных рельефов, помещенных высоко в Капелле обетов (Cappella del Voto) внутри собора (терракотовая модель хранится в Берлине). Незадолго до своей смерти в 1752 году Майни завершил лепную фигуру святого Григория, одного из четырёх Отцов церкви, в пандативах купола базилики Сан-Луиджи-дей-Франчези.
Как и всем его современникам, Майни приходилось реставрировать и копировать античные скульптуры. После своей смерти, которая произошла в Риме 23 (29 ?) июля 1752 года, художник оставил жену, четырёх дочерей и сына.

## Галерея

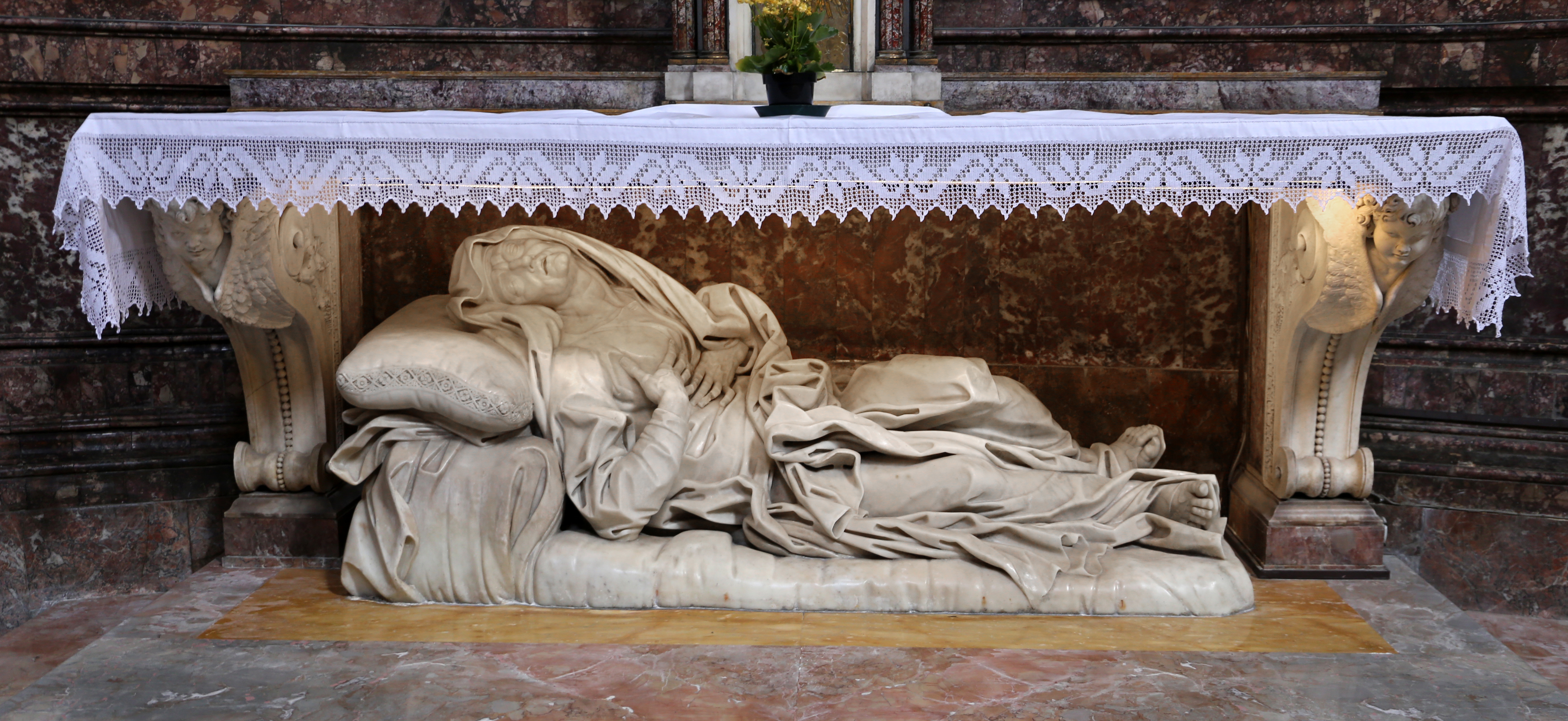
Смерть Святой Анны. 1750—1752. Церковь Сант-Андреа-делле-Фратте
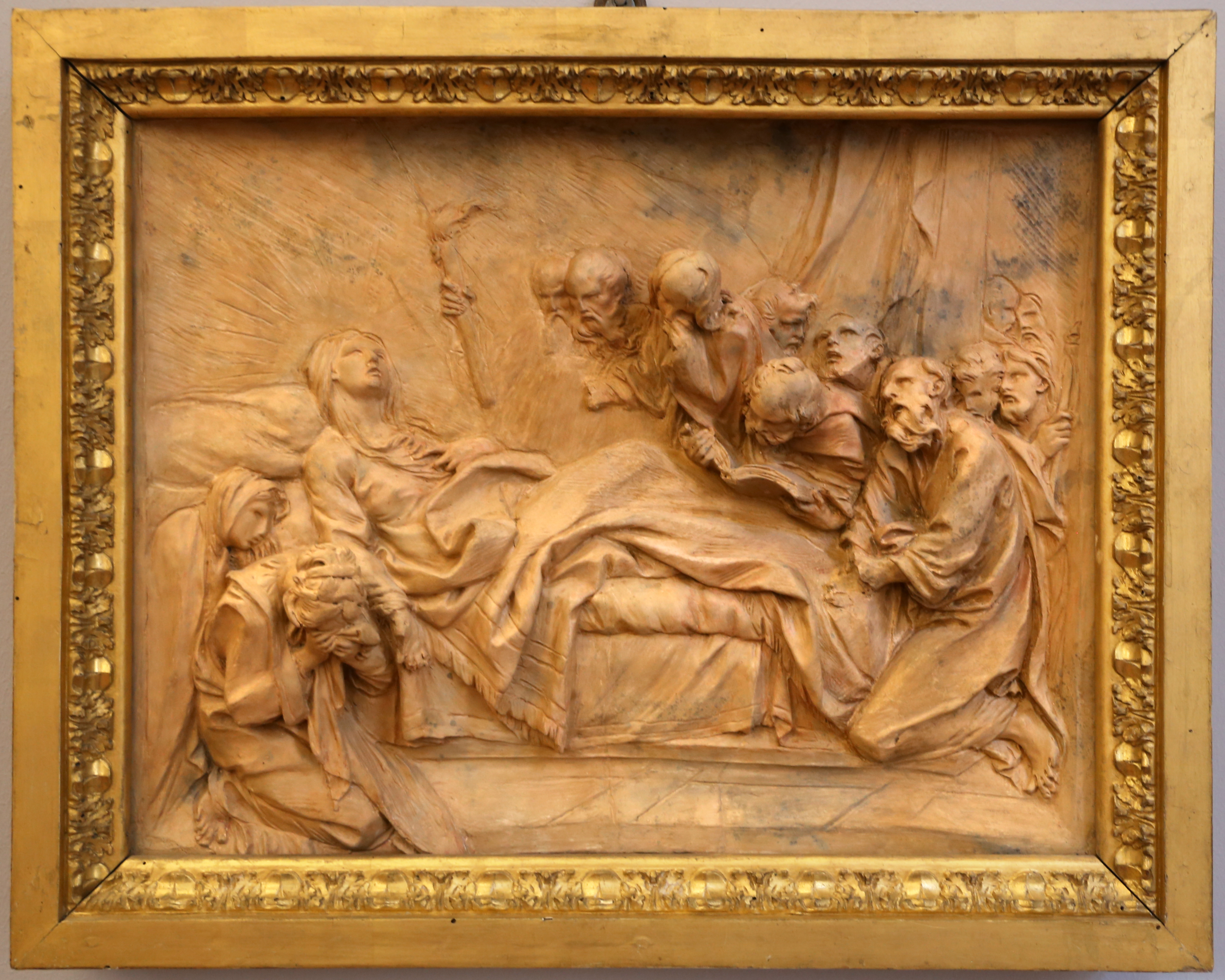
Смерть Девы Марии. Модель для рельефов Капеллы обетов в Сиенском соборе. 1748. Терракота. Боде-музеум, Берлин
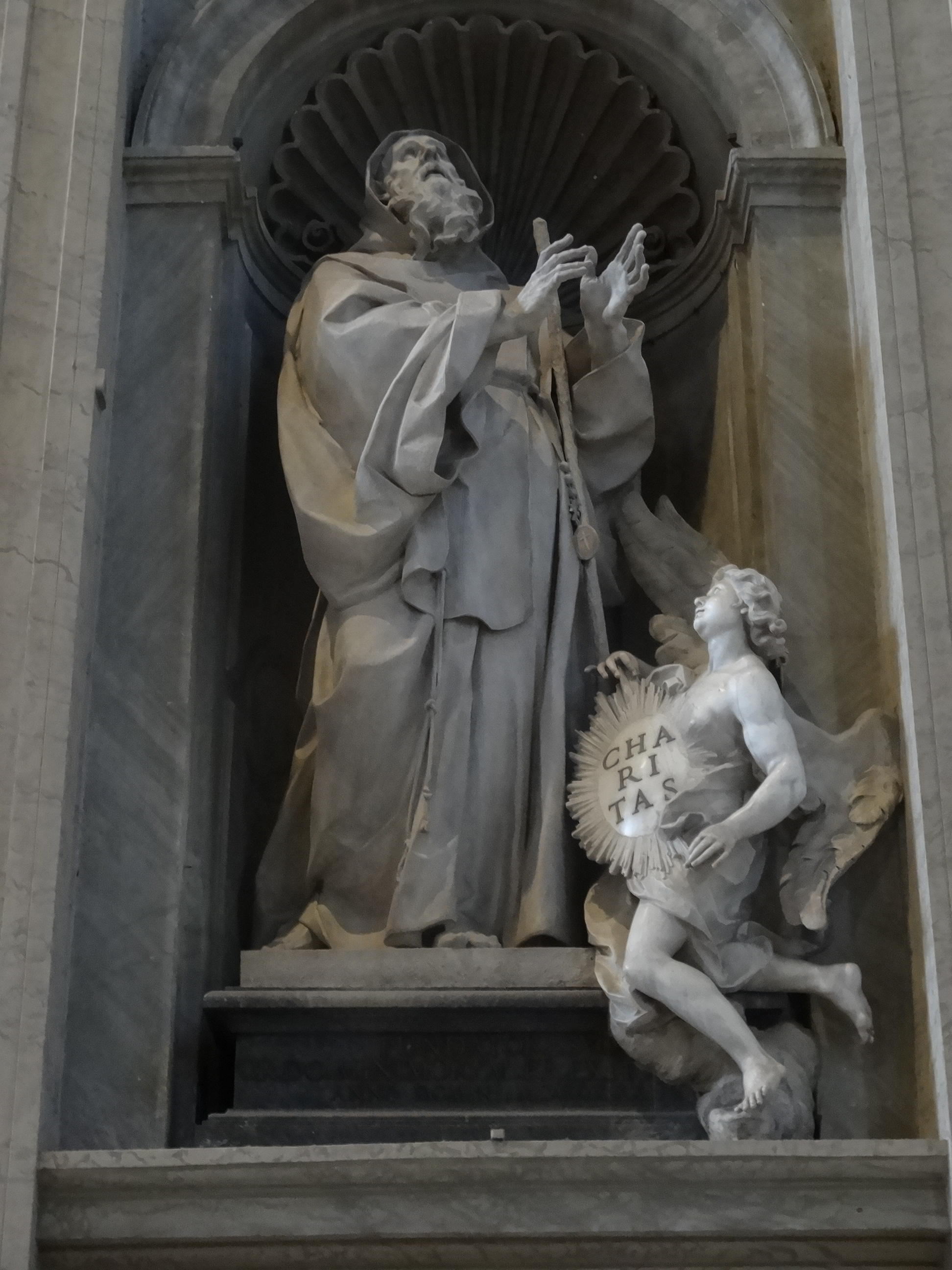
Статуя Франциска из Паолы. 1732. Мрамор. Собор Святого Петра, Ватикан
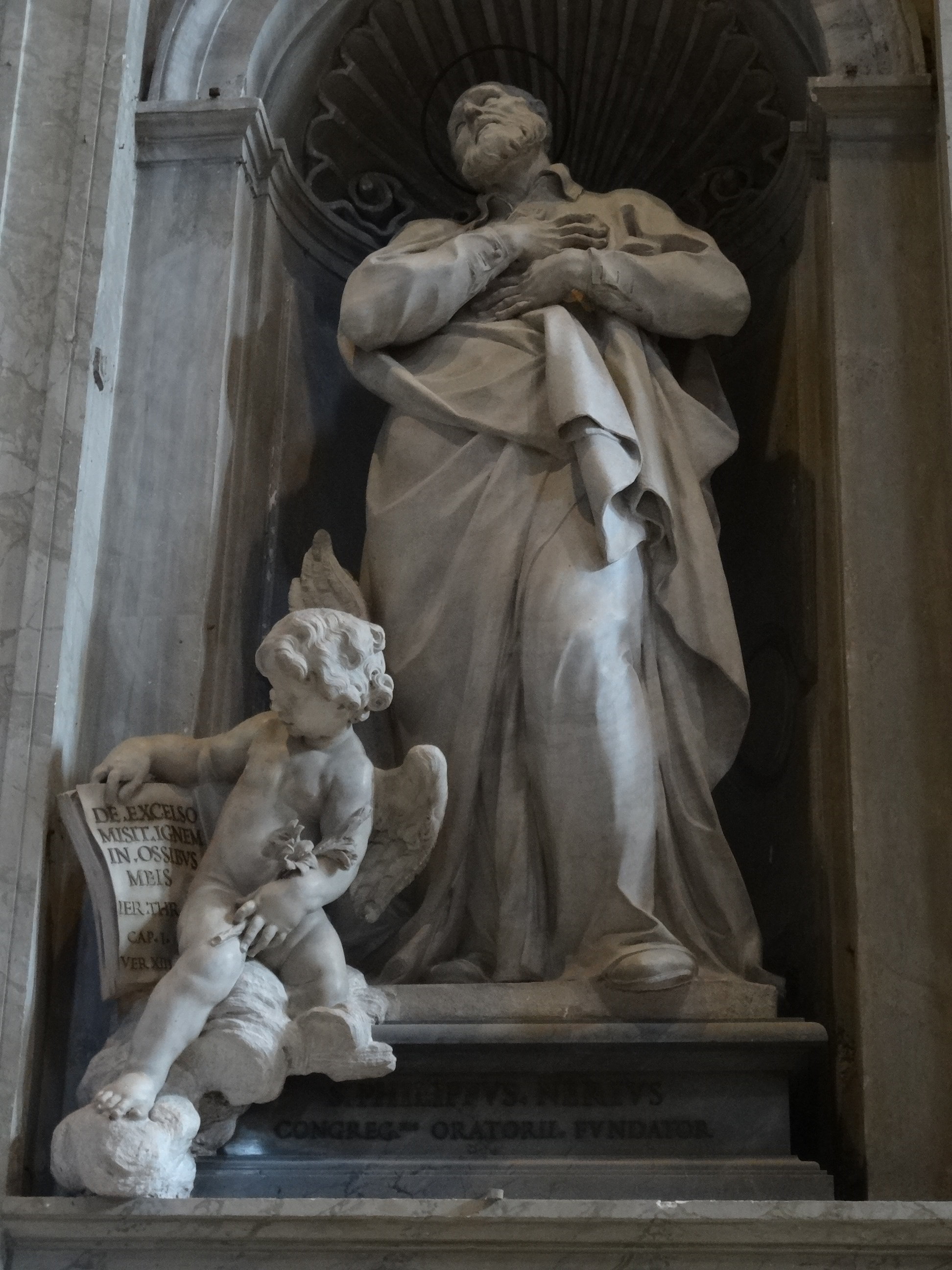
Статуя Святого Филиппа Нери. Ок. 1735. Мрамор. Собор Святого Петра, Ватикан
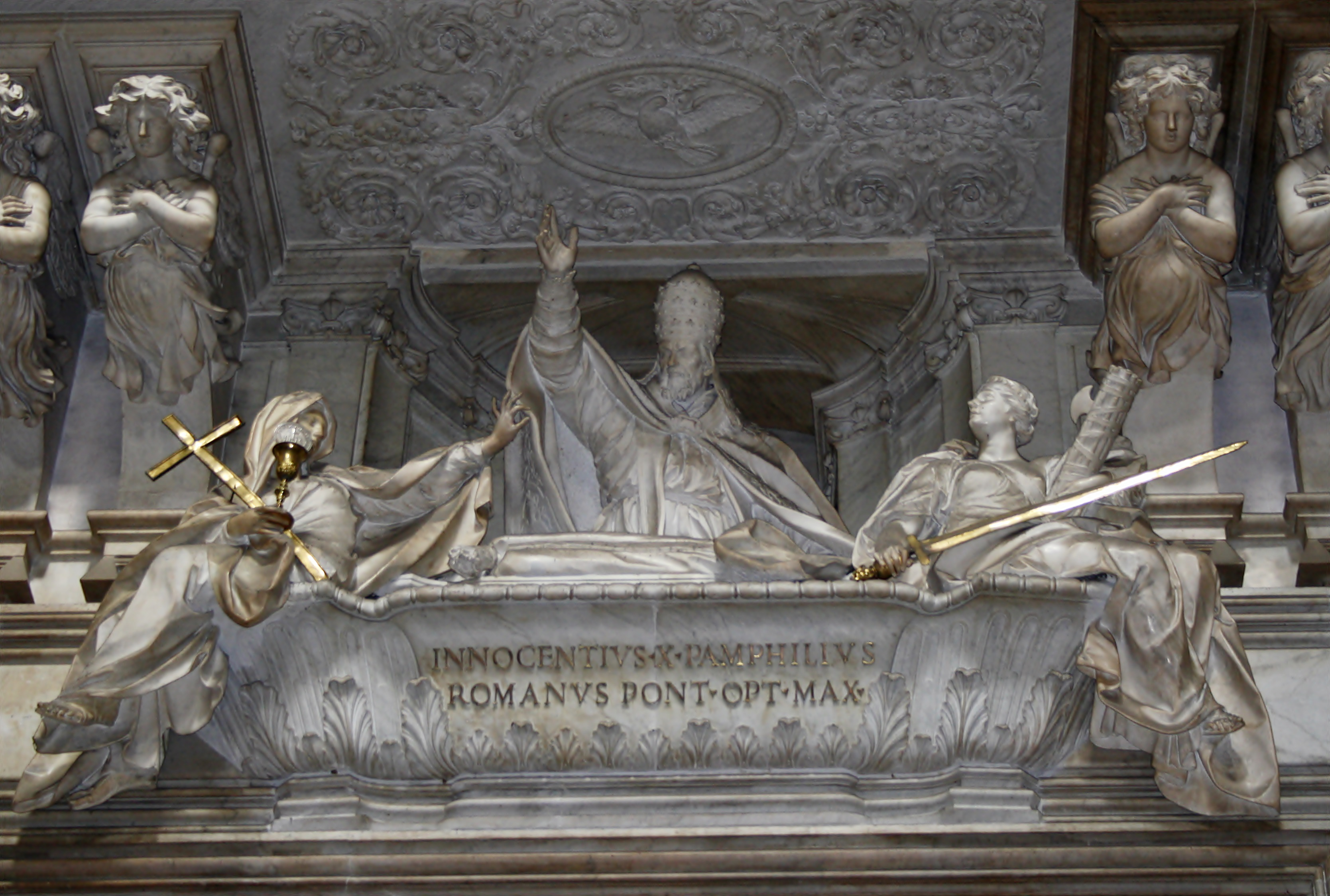
Надгробие праха папы Иннокентия X. 1730. Базилика Сант-Аньезе-ин-Агоне, Рим